# Schönbühel-Aggsbach
Schönbühel-Aggsbach is een gemeente in de Oostenrijkse deelstaat Neder-Oostenrijk, gelegen in het district Melk (ME). De gemeente heeft ongeveer 1000 inwoners. De gemeente omvat de kadastrale gemeentes
Aggsbach (Aggsbach Dorf aan de rechteroever van de Donau),
Aggstein, Berging, Gschwendt, Hub, Schönbühel an der Donau, Siedelgraben en Wolfstein. Aggsbach Markt ligt aan de linkeroever van de Donau en hoort bij de gemeente Aggsbach.

## Geografie
Schönbühel-Aggsbach heeft een oppervlakte van 28,33 km². Het ligt in het centrum van het land, ten westen van de hoofdstad Wenen.

## Aggstein
Aggstein is een kasteel uit de middeleeuwen dat gerestaureerd is en nu te bezichtigen is als museum. Het ligt boven op een heuvel waar een steile weg naartoe gaat.
Artstetten-Pöbring · Bergland · Bischofstetten · Blindenmarkt · Dorfstetten · Dunkelsteinerwald · Emmersdorf an der Donau · Erlauf · Golling an der Erlauf · Hofamt Priel · Hürm · Kilb · Kirnberg an der Mank · Klein-Pöchlarn · Krummnußbaum · Leiben · Loosdorf · Mank · Marbach an der Donau · Maria Taferl · Melk · Münichreith-Laimbach · Neumarkt an der Ybbs · Nöchling · Persenbeug-Gottsdorf · Petzenkirchen · Pöchlarn · Pöggstall · Raxendorf · Ruprechtshofen · Schollach · Sankt Leonhard am Forst · Sankt Martin-Karlsbach · Sankt Oswald · Schönbühel-Aggsbach · Texingtal · Weiten · Ybbs an der Donau · Yspertal · Zelking-Matzleinsdorf
- Gemeinsame Normdatei: 4799688-2
- MusicBrainz: 19f7243a-276d-41c0-b50d-dd2e7e60c967
- Virtual International Authority File: 237028081
- WorldCat: E39PBJxrTYcm9qxfMRPJRjJFKd